# Charles Perrault
Charles Perrault (Paris, 12 de janeiro de 1628 – Paris, 16 de maio de 1703) foi um escritor e poeta francês do século XVII, que estabeleceu as bases para um novo gênero literário, o conto de fadas, além de ter sido o primeiro a dar acabamento literário a esse tipo de literatura, o que lhe conferiu o título de "Pai da Literatura Infantil". As suas histórias mais conhecidas são Le Petit Chaperon rouge (Chapeuzinho Vermelho), La Belle au bois dormant (A Bela Adormecida), Le Maître chat ou le Chat botté (O Gato de Botas), Cendrillon ou la petite pantoufle de verre (Cinderella), La Barbe bleue (Barba Azul) e Le Petit Poucet (O Pequeno Polegar). Contemporâneo de Jean de La Fontaine, Perrault também foi advogado e exerceu algumas atividades como superintendente do Rei Luís XIV de França. A maioria de suas histórias ainda hoje são editadas, traduzidas e distribuídas em diversos meios de comunicação, e adaptadas para várias formas de expressões, como o teatro, o cinema e a televisão, tanto em formato de animação como de ação viva.

## Biografia

### Primeiros anos
Charles Perrault nasceu em 1628 em Paris e morreu em 1703. Quinto filho de Pierre Perrault e Paquette Le Clerc oriunda da alta burguesia, completou os seus estudos sozinho, por ter-se desentendido com um professor. Dá início aos seus estudos em 1637, no colégio de Beauvais, que viria a concluir aos quinze anos, tendo demonstrado um certo talento para as línguas mortas. O seu irmão Claude Perrault tornou-se um reconhecido arquitecto. Em 1643, ingressa no curso de direito e, em 1651, com apenas vinte e três anos, consegue o seu diploma, tornando-se advogado.

### Profissão
Em 1654, Perrault tornou-se funcionário junto do seu irmão mais velho Pierre, cobrador geral do reino e, depois de ter publicado uma série de odes dedicadas ao rei, tornou-se assistente de Colbert, o famoso conselheiro de Luís XIV. Em 1665, passou a ser superintendente das obras públicas do reino e, dois anos mais tarde, ordenou a construção do Observatório Real, de acordo com as plantas do seu irmão Claude.
Em 1671, foi eleito para a Academia Francesa de Letras, que no dia da sua inauguração permitiu ao público presenciar a cerimónia, privilégio continuado ainda nos nossos dias. No ano seguinte, não só foi nomeado chanceler da Academia, como contraiu matrimónio com Marie Guichon.

### Vida pessoal
Do casamento nasceram quatro filhos: Charles Samuel, Charles, Pierre Darmancour, e uma menina cujo nome não se sabe, porque não há documentos a seu respeito. Após seis anos de casamento, a sua esposa morreu de varíola.

## Carreira literária

### Querela dos Antigos e dos Modernos
Na Academia Francesa, Charles Perrault protagonizou uma longa disputa intelectual, batizada de Querela dos Antigos e dos Modernos. Os Antigos eram escritores que acreditavam na superioridade da antiguidade greco-romana sobre toda e qualquer produção francesa. Os Modernos, contudo, defendiam que a produção literária francesa não era inferior aos clássicos do passado. Perrault liderava o grupo dos Modernos e tentou provar a superioridade da literatura de seu século com as publicações Le Siècle de Louis le Grand (1687) e Parallèle des Anciens et des Modernes (1688–1692).

### Contos de fadas

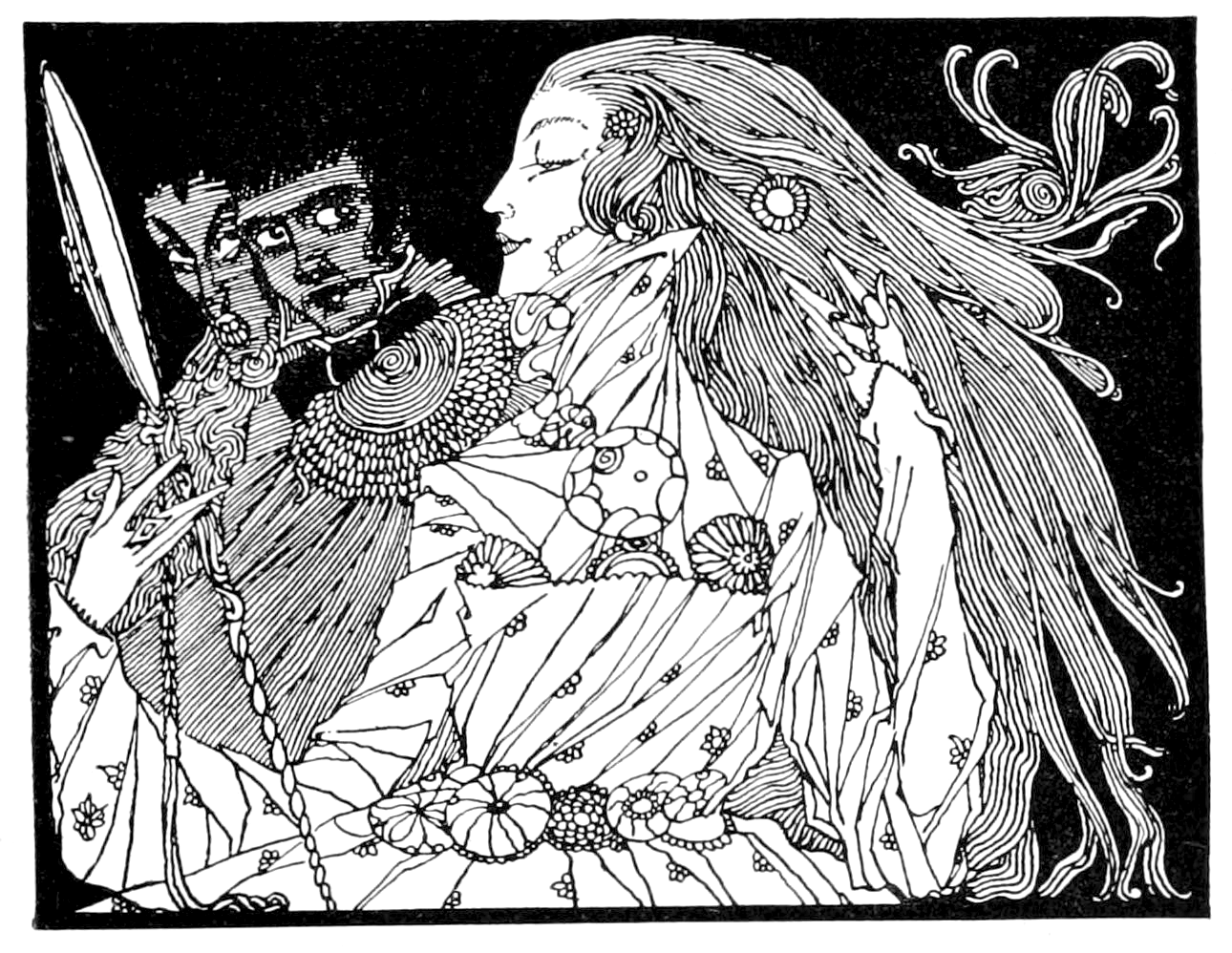
Ilustração de Harry Clarke (1889-1931) para The fairy tales of Charles Perrault. Londres: Harrap (1922)

Em 1695, aos 67 anos, perdeu o seu posto como secretário. Já idoso, resolveu registrar as histórias que ouvia a sua mãe e nos salões parisienses. O livro, publicado em 11 de janeiro de 1697, quando contava quase 69 anos, recebeu o nome de Histórias ou contos do tempo passado com moralidades, mas também era chamado de "Contos da Velha" e "Contos da Cegonha", ficando, afinal, conhecido como "Contos da mamãe gansa". A publicação rompeu os limites literários da época e alcançou públicos de todos os cantos do planeta, além de marcar um novo gênero da literatura, o conto de fadas. Ao fazer isto, tornou-se o primeiro a dar um fim literário a estes tipos de histórias, antes apenas contadas entre as damas dos salões parisienses.

## Obra

### Histórias ou Contos do Tempo Passado com MoralidadesouContos daMamãe Gansa

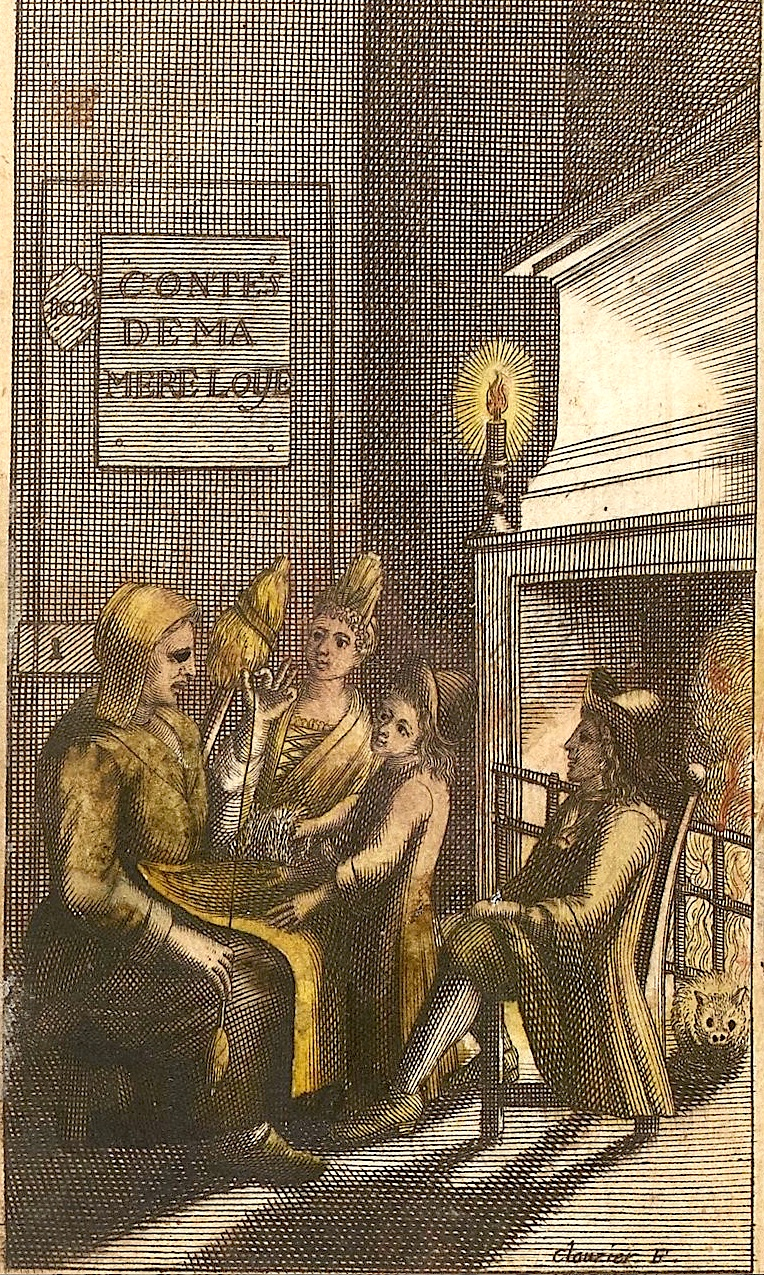
Frontisício da edição de 1697 de Histoires ou Contes du temps passé

Publicado em 1697 sob o título Histórias ou Contos do Tempo Passado com Moralidades (Histoires ou Contes du Temps Passé, avec des Moralités), embora tenha ficado conhecido pelo título que aparece no frontispício (ver ilustração) Contos da Mamãe Gansa (Les Contes de la Mêre l'Oye), que havia sido o título da edição manuscrita parcial (contendo cinco contos) de 1695. As morais vinham em forma de poesia, que encerravam cada história.
A edição original de 1697 continha uma dedicatória "A Mademoiselle" (À Senhorita) assinada por P. Darmancour, filho do autor, como se este tivesse escrito o livro, e oito histórias:
- ("A Bela Adormecida") ("La Belle au Bois Dormant")
- ("Chapeuzinho Vermelho") ("Le Petit Chaperon Rouge")
- ("Barba Azul") ("La Barbe-Bleue")
- ("O Gato de Botas") ("Le Maître Chat ou Le Chat Botté")
- ("As Fadas")("Les Fées")
- ("Cinderela") ("Cendrillon ou La Petite Pantoufle de Verre")
- ("Henrique, o Topetudo") ("Riquet à la Houppe")
- ("O Pequeno Polegar") ("Le Petit Poucet")

Somente na "primeira edição completa" de 1781 três contos em versos, que já haviam sido publicados durante a vida do autor, foram incluídos na obra, a saber: 
- ("Griselidis") ("La Marquise de Salusses ou la Patience de Griselidis") (originalmente de 1691)
- ("Os Desejos Ridículos") ("Les Souhaits ridicules") (1693)
- ("Pele de Asno") ("Peau d'Âne") (1694)

Em 1861 o editor Hetzel publica uma primorosa edição, prefaciada por ele próprio, e ilustrada por Gustave Doré, mas sem os contos "Grisélidis" e "Os Desejos Ridículos", sem as morais ao final dos contos, e com uma versão em prosa de "Pele de Asno", em vez da versão original em versos.

### Cronologia das obras

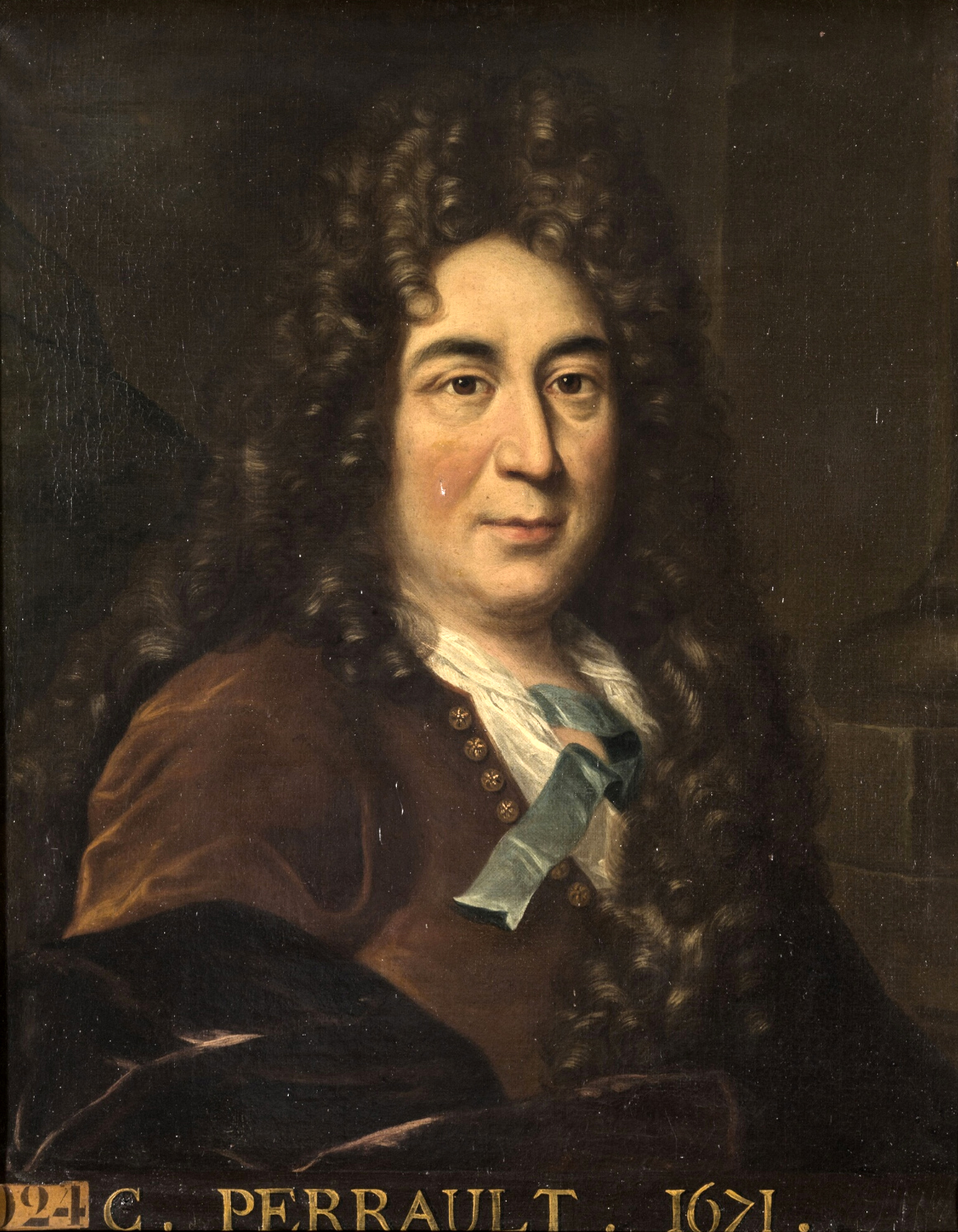
Charles Perrault, Museu Nacional de Versalhes, artista desconhecido.

- 1653: Les Murs de Troie ou l’origine du Burlesque
- 1659: Portrait d’Iris
- 1660: Ode sur la paix
- 1663: Ode sur le mariage du Roi
- 1668: Dialogue de l’amour et de l’amitié; Discours sur l’acquisition de Dunkerque par le Roi
- 1669: Le Parnasse poussé à bout
- 1674: Courses de têtes et de blagues faites par le Roi et par les Princes et Seigneurs; Critique de l’Opéra
- 1679: Harangue faite au roi après la prise de Cambrai
- 1683: Épître chrétienne sur la pénitence
- 1685: Ode aux nouveaux convertis
- 1686: Saint-Paulin, évêque de Nole
- 1687: Le Siècle de Louis le Grand
- 1688: Ode de Mgr le Dauphin sur la prise de Philisbourg; Parallèle des Anciens et des Modernes en ce qui regarde les Arts et la Science
- 1691: Au Roi, sur la prise de Mons
- 1692: La Création du Monde
- 1693: Ode du Roi; Dialogue d’Hector et d’Andromaque
- 1694: L’Apologie des Femmes; Le Triomphe de sainte Geneviève; L’idylle à Monsieur de la Quintinie
- De 1696 a 1700: Les Hommes illustres qui ont paru en France…
- 1697: Histoires ou contes du temps passé (ou Conte de ma mère l’Oye); Adam ou la création de l’homme
- 1698: Portrait de Bossuet
- 1699: Tradução das Fábulas de Faerno
- 1701: Ode au Roi Philippe V, allant en Espagne
- 1702: Ode pour le roi de Suède
- 1703: Le Faux Bel Esprit
- 1755: Mémoire de ma vie (póstumo)
- 1868: L’Oublieux (póstumo); Les Fontanges (póstumo)